# Тетралогия
Тетрало́гия (от др.-греч. τέσσᾰρες — четыре + λόγος — учение), также тетраптих (от τετράπτῠχος — сложенный вчетверо), — литературное, музыкальное, кинематографическое произведение или игра, состоящее из четырёх частей, объединённых сюжетом и авторским замыслом. Как правило, эти части издаются или выпускаются отдельно.
Это целое четырёхчастное произведение может характеризоваться единством персонажей, сюжетно-композиционного построения, пространства и времени действия всех частей. Каждая отдельная часть воспринимается и как самоценное законченное произведение искусства, и как часть большего произведения.
Иногда употребляется термин-синоним квадроло́гия (от лат. quadri — четыре), впервые зафиксированный в 1865 году, который часто используется для серии фильмов, состоящей из четырёх частей.

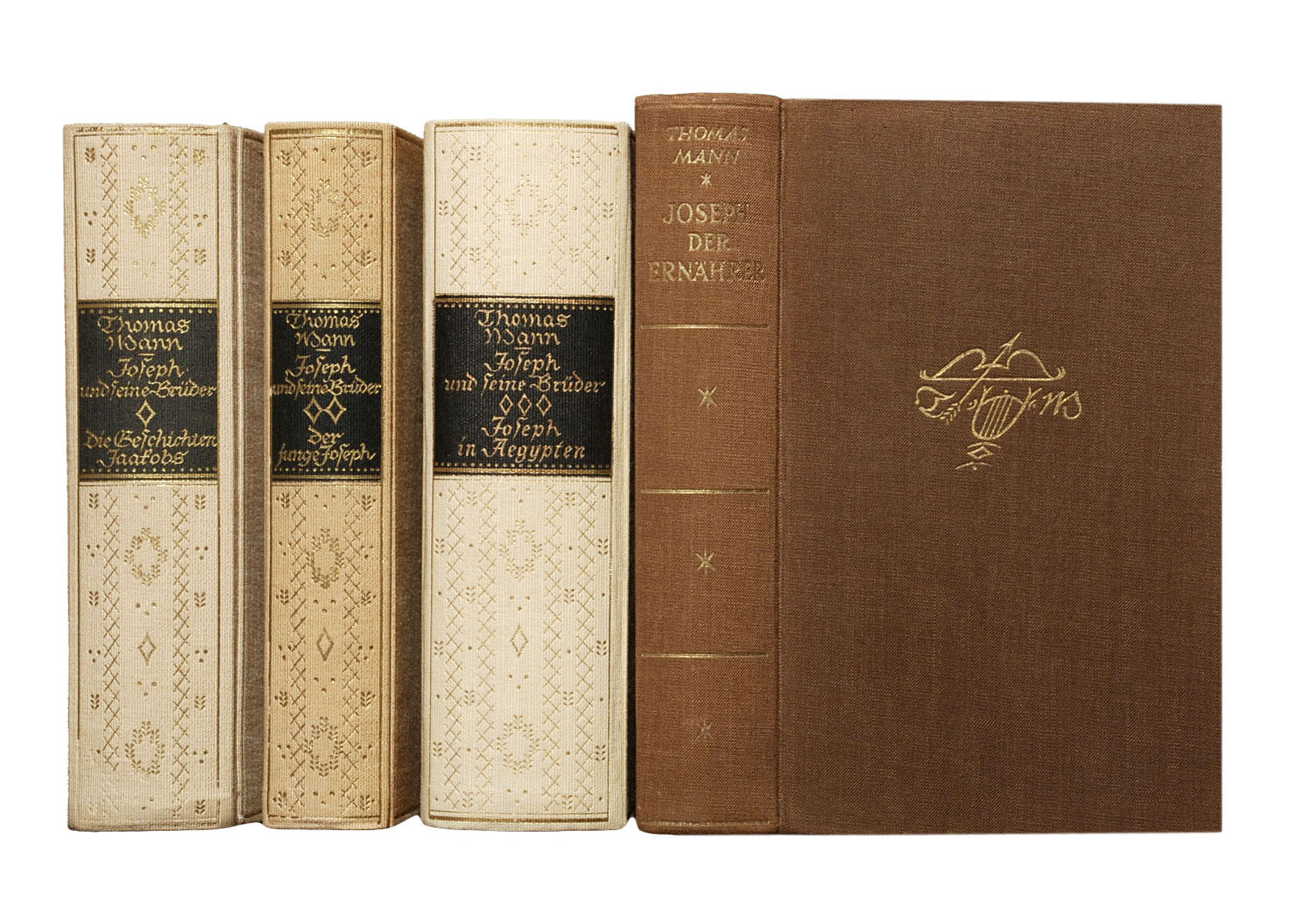
Thomas Mann: Joseph and His Brothers. First editions 1933, 1934, 1936, 1943.

## Древнегреческая тетралогия
Термин греческого происхождения восходит к античному театру, в котором состязались поэты; каждый выступал либо с трилогией — тремя трагедиями, связанными сюжетом, либо с тетралогией — тремя трагедиями и сатировской драмой, увеселительным дополнением к сюжету трагедий. После Эсхила независимость сатировской драмы от тетралогии стала обыкновением.

## Киноискусство
- Квадрология «Чужой»[7]
- Квадрология «Бэтмен Тима Бёртона и Джоэла Шумахера»
- «Тор», «Тор 2: Царство тьмы», «Тор: Рагнарёк», «Тор: Любовь и гром»
- Квадрология «Джон Уик»